# 河内美雪
河内 美雪（かわうち みゆき、1月25日 - ）は、日本の漫画家。愛知県出身。血液型はA型。
1991年7月、『別冊花とゆめ』1991年夏の号（白泉社）に掲載の「告白の行方」（1990年第15回アテナ新人大賞新人賞受賞作）でデビューし、白泉社の少女漫画誌『花とゆめ』で作品を発表、のち青年漫画誌『ヤングアニマル』（白泉社）でも活動した。
「花とゆめ」誌では珍しい、力強いタッチの絵とギャグを盛り込んだコメディー作品で注目を集め、1994年までの3年間に連載代表作3シリーズを立て続けに発表した。多くの作品が単行本化されないまま商業誌から姿を消している。

## 作品リスト
- 告白の行方（別冊花とゆめ1991年夏の号）
- それはせんせい（花とゆめ1992年1号-1993年2号、全7話）
- 借金王キャッシュ（花とゆめ1994年4号-1994年14号、全9話）
- P.S.セキュリティ・ポリス様（花とゆめ1993年8号-1993年18号、全4話）
- 水☆族☆館（花とゆめ1994年17号）
- 合体超人プリティセブン（花とゆめプラネット増刊1994年11月15日号・花とゆめ1994年24号、全2話）
- 空手ファイター（花とゆめ1995年04号）
- 快楽刑事（花とゆめプラネット増刊1995年05月15日号）
- Arioch-復讐の魔神-（花とゆめ1995年18号）
- 犬男-ドッグマン-（花とゆめプラネット増刊1996年03月15日号）
- ぞうのはかば（はなぞう1997年12月20日号）
- 今日の運勢★（花とゆめプラチナ増刊1998年05月15日号）
- 鋼女-スチールウーマン-（ヤングアニマル1996年8月9日号）
- 愛の参加（ヤングアニマル1996年10月11日号）
- 大人気-おとなげ-（ヤングアニマル）
- 河合教授の記録（シルキー、白泉社：全3話）

## 単行本
- それはせんせい（花とゆめコミックス、全1巻）
- 借金王キャッシュ（花とゆめコミックス、全2巻）
- P.S.セキュリティポリス様（花とゆめコミックス、全1巻）